# Louis Clément François Breguet

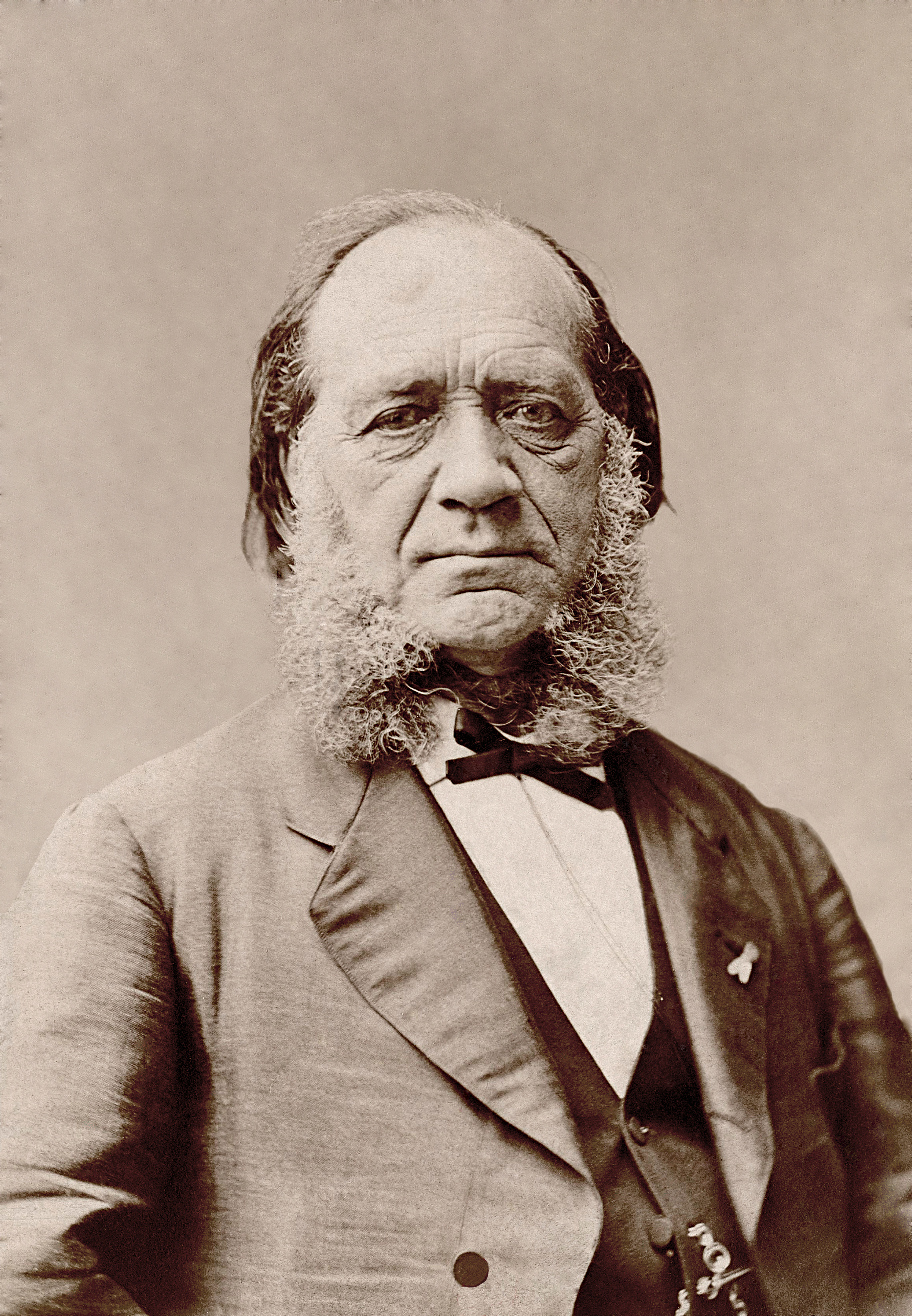
Louis Breguet (1804–1883)

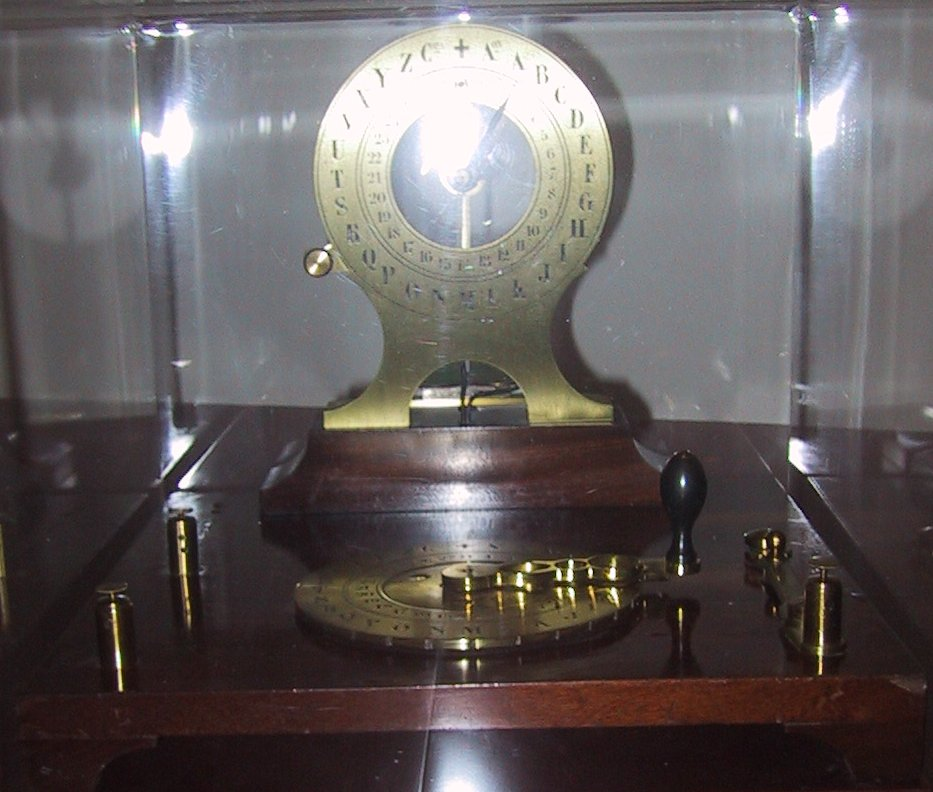
Telegraf von Breguet (1844)

Louis Clément François Breguet (* 22. Dezember 1804 in Paris; † 27. Oktober 1883 ebenda) war ein französischer Uhrmacher, Physiker und Konstrukteur. Er erfand einige elektrische Instrumente und trug maßgeblich zur Entwicklung der elektrischen Telegrafie bei. Er gilt als Erfinder der Schmelzsicherung.

## Leben
Breguet war der Enkel von Abraham Louis Breguet, einem Schweizer Uhrmacher und 1775 Gründer der bekannten Uhrenmanufaktur Breguet. Als Vorbereitung auf die spätere Übernahme des Familienbetriebs genoss er eine Ausbildung in der Schweiz. 1833 übergab Antoine Louis Breguet (1776–1858) dann das Unternehmen an seinen Sohn Louis.
Als die französische Regierung am 23. November 1844 beschloss, eine experimentelle Telegrafenlinie entlang der Bahnstrecke Paris-Rouen aufzubauen, wurde er mit der Leitung betraut.
1856 errichtete Breguet eine öffentliche Uhrenanlage im Zentrum von Lyon und am 26. Oktober 1866 meldete er eine besondere Räderuhr zum Patent an, die eine 25 cm lange Stimmgabel zur Gangregulierung nutzte. Neben der Konstruktion von Großuhren und Taschenuhren galt Breguets Interesse aber auch der Erforschung der Elektrizität und ihren möglichen Anwendungen, später dann auch der Telegrafie. Zusammen mit dem Physiker Antoine Masson entwickelte er 1841 erste Induktionsspulen. Heinrich Daniel Rühmkorff nutzte dieses Wissen etwa zehn Jahre später für die Herstellung seiner Rühmkorff-Funkeninduktoren.
Lucien Vidie, der Erfinder des mechanischen Barometers, suchte einen würdigen Vertreter, der sein Lebenswerk fortführen konnte. Am 31. Dezember 1862 wurde ein Vertrag ausgefertigt: "Lucien Vidie schenkt Herrn Breguet das Exklusivrecht, in Frankreich aneroide Barometer herzustellen. Er erhält die Patentrechte sowie das gesamte Mobiliar, Werkzeuge und Maschinen, sowie die fertigen und noch im Bau befindlichen Instrumente. Ebenso erhält er das Recht, die Barometer mit "aneroide" zu benennen". Breguet fabrizierte bis 1870 ca. 10.000 hochwertige Barometer und Höhenmesser.
1870 beschloss Breguet endgültig, sich auf die Elektrotechnik zu konzentrieren und der Uhrmacherei den Rücken zu kehren. Er übergab die Leitung der Uhrenmanufaktur in die Hände seines Vorarbeiters Edward Brown, dessen Familie der Firma noch weitere hundert Jahre vorstand.
Die Barometerfertigung wurde an die Firma Lion & Guichard verkauft.
Seitdem beschäftigte sich Breguet ausschließlich mit der Telegrafie und der aufkommenden Telekommunikation. Mit seinem Wissen aus der Uhrentechnik entwickelte er verschiedene Geräte für die Telegrafie, wie den Foy-Breguet-Telegrafen. Zusammen mit seinem Sohn Antoine Breguet (1851–1882) produzierte und vertrieb er die ersten Telefone nach Bauart Bell auf dem französischen Markt.

## Ehrungen
- 1843 Berufung in das Board of Longitude.
- 1845 Légion d’Honneur in Anerkennung der Erfolge seines elektrischen Telegrafen.
- 1874 Ehrenmitglied der Académie des sciences.
- 1889 wurde Breguets Name in der Liste der 72 Namen auf dem Eiffelturm verewigt.[3]